# Uraj
Uraj (rusky Урай) je město v Chantymansijském autonomním okruhu – Jugře v Ruské federaci. Při sčítání lidu v roce 2010 měl přes čtyřicet tisíc obyvatel.

## Poloha
Uraj leží na jižním břehu Kondy, přítoku Irtyše v povodí Obu. Od Chanty-Mansijsku, správního střediska okruhu, je vzdálen přibližně 350 kilometrů jihozápadně.

## Dějiny
Uraj byl založen v roce 1922 osadníky ze středního Ruska jako malá vesnice. V roce 1960 byla nedaleko něj objevena bohatá naleziště ropy a zemního plynu, což vedlo k rychlému rozvoji obce a už v roce 1965 se stala městem.